# Guabito
Guabito est une ville du Panama, située dans la province de Bocas del Toro, à la frontière avec le Costa Rica marquée par le rio Sixaola.
La population était de 8 387 habitants en 2010.